# Nabil Maâloul
Nabil Maâloul (arab. ‏نبيل معلول‎; ur. 25 lipca 1962 w Tunisie) – tunezyjski piłkarz występujący na pozycji pomocnika. Trener piłkarski.

## Kariera klubowa
Maâloul karierę rozpoczynał w 1981 roku w zespole ES Tunis. Przez osiem lat gry dla tego klubu, zdobył z nim cztery mistrzostwa Tunezji (1982, 1985, 1988, 1989) oraz dwa Puchary Tunezji (1986, 1989). W sezonie 1987/1988 z 14 golami na koncie został natomiast królem strzelców Championnat la Ligue Professionnelle 1. W 1989 roku przeszedł do niemieckiego Hannoveru 96, grającego w 2. Bundeslidze. W lidze tej zadebiutował 6 sierpnia 1989 roku w wygranym 2:0 pojedynku z Alemannią Akwizgran. Przez dwa lata w barwach Hannoveru rozegrał 28 spotkań i zdobył dwie bramki.
W 1991 roku Maâloul wrócił do ES Tunis. W 1993 roku wygrał z nim Arabską Ligę Mistrzów, a także wywalczył mistrzostwo Tunezji oraz Superpuchar Tunezji. W 1994 roku wraz z zespołem ponownie zdobył mistrzostwo Tunezji. Wygrał z nim też Afrykańską Ligę Mistrzów.
W 1994 roku Maâloul odszedł do CA Bizertin. Spędził tam rok, a 1995 roku przeniósł się do zespołu Club Africain. W 1996 roku wywalczył z nim mistrzostwo Tunezji, w 1997 roku Arabską Ligę Mistrzów, a 1998 roku Puchar Tunezji. W 1999 roku wraz z klubem dotarł też do finału Afrykańskiego Pucharu Zdobywców Pucharów.
W 1999 roku Maâloul został graczem saudyjskiego klubu Al-Ahli Dżudda. W 2000 roku wywalczył z nim wicemistrzostwo Arabii Saudyjskiej. W tym samym roku zakończył karierę.

## Kariera reprezentacyjna
W latach 1982–1994 w reprezentacji Tunezji Maâloul rozegrał 64 spotkania i zdobył 8 bramek. W 1988 roku wziął udział w Letnich Igrzyskach Olimpijskich, które piłkarze Tunezji zakończyli na fazie grupowej.